# Yamagata (prefectuur)

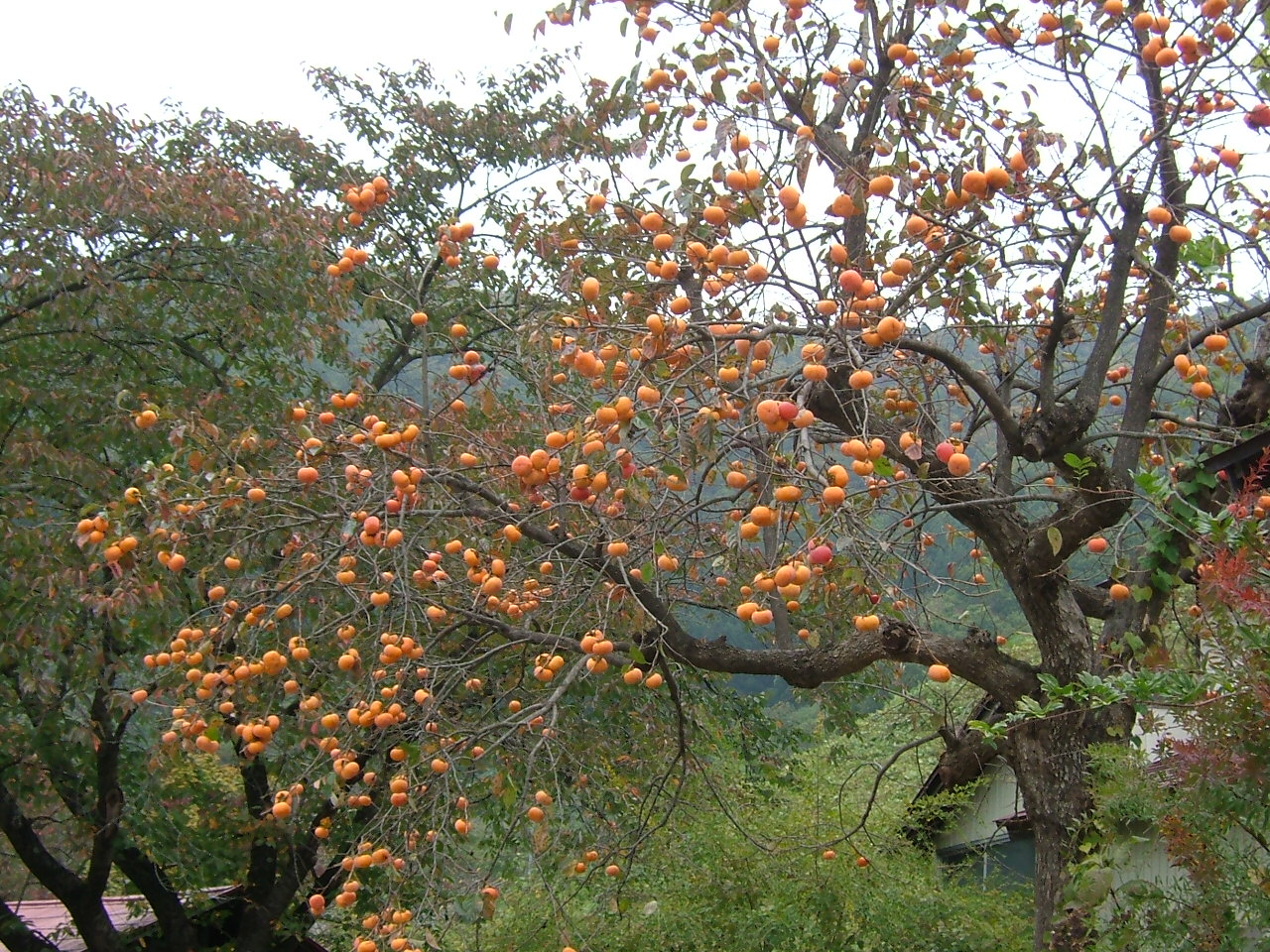
Kaki’s in oktober, prefectuur Yamagata.

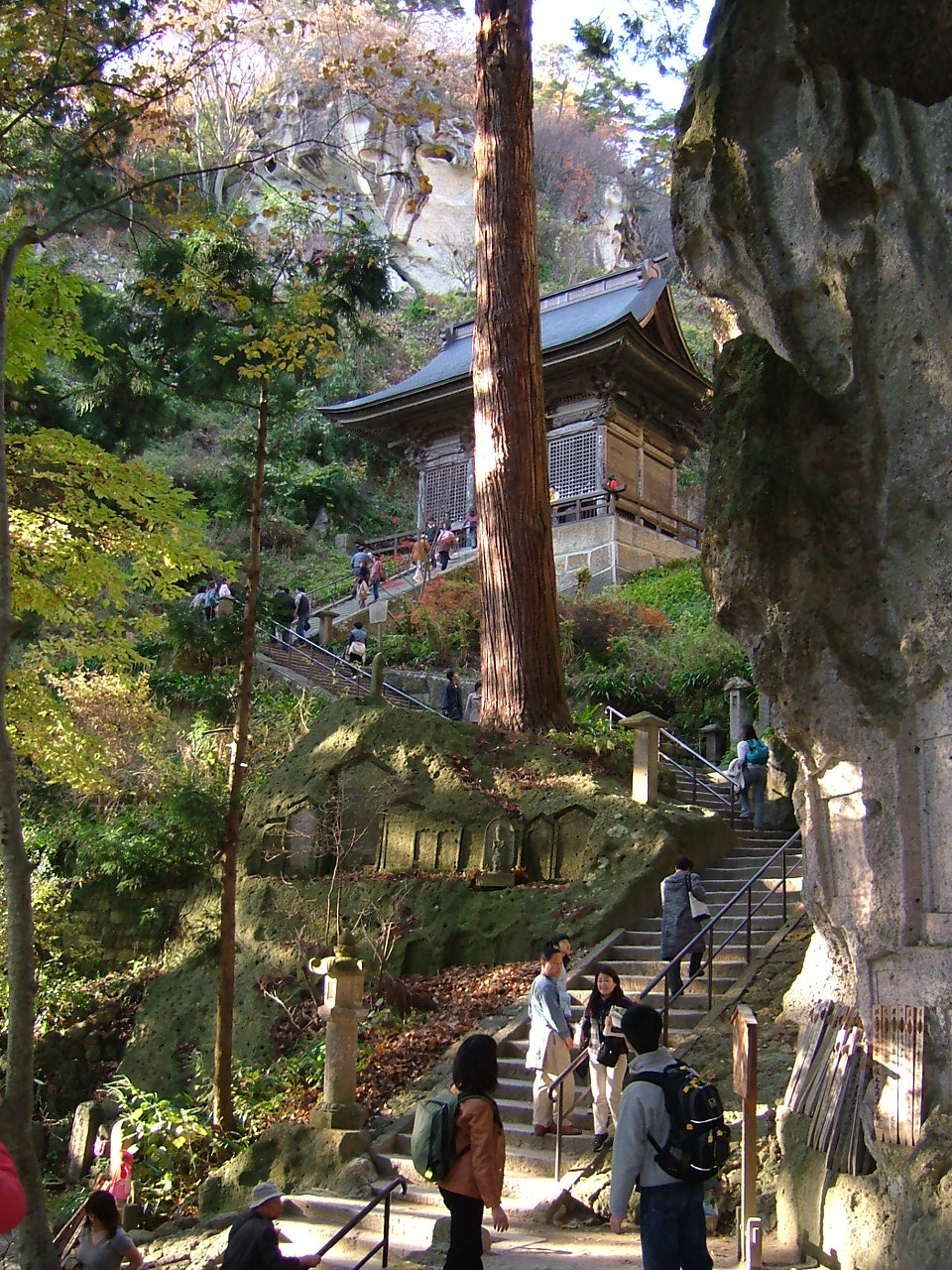
De tempel van Yama-dera.

De prefectuur Yamagata  (Japans: 山形県,  Yamagata-ken) is een Japanse prefectuur in de regio Tohoku op het eiland Honshu. Yamagata heeft een oppervlakte van 9323,46 km² en had in juni 2010 een geschatte bevolking van ongeveer 1,2 miljoen inwoners. De hoofdstad is Yamagata.

## Geschiedenis
De prefectuur Yamagata vormde samen met de prefectuur Akita tot aan de Meiji-restauratie de provincie Dewa.

## Geografie
De prefectuur Yamagata bevindt zich in het zuidwestelijke deel van Tohoku. Yamagata wordt begrensd door de Japanse Zee, de prefecturen Niigata en Fukushima in het zuiden, de prefectuur Miyagi in het oosten en de prefectuur Akita in het noorden.
De administratieve onderverdeling is als volgt :

### Zelfstandige steden (市) shi
Er zijn 13 steden in de prefectuur Yamagata.
- Higashine
- Kaminoyama
- Murayama
- Nagai
- Nanyō
- Obanazawa
- Sagae
- Sakata
- Shinjō
- Tendō
- Tsuruoka
- Yamagata (hoofdstad)
- Yonezawa

### Gemeenten (郡 gun)
De gemeenten van Yamagata, ingedeeld naar district:
| District        | Gemeenten                                                             |
| --------------- | --------------------------------------------------------------------- |
| Akumi           | Yuza                                                                  |
| Higashimurayama | Yamagata - Yamanobe                                                   |
| Higashiokitama  | Kawanishi - Takahata                                                  |
| Higashitagawa   | Shōnai                                                                |
| Kitamurayama    | Ōishida                                                               |
| Mogami          | Funagata - Kaneyama - Mamurogawa - Mogami - Okura - Sakegawa - Tozawa |
| Nishimurayama   | Asahi - Kahoku - Nishikawa - Ōe                                       |
| Nishiokitama    | Iide - Oguni - Shirataka                                              |

### Fusies
(Situatie op 2 augustus 2010) 
Zie ook: Gemeentelijke herindeling in Japan
- Op 1 juli 2005 fusioneerden de gemeenten Amarume en Tachikawa van het District Higashitagawa samen tot de nieuwe gemeente Shōnai.
- Op 1 oktober 2005 werden de gemeenten Fujishima, Haguro, Kushibiki en Asahi (allen van het District Higashitagawa) en de gemeente Atsumi van het District Nishitagawa aangehecht bij de stad Tsuruoka . Het District Nishitagawa verdween als gevolg van deze fusie.
- Op 1 november 2005 werden de gemeenten Hirata, Matsuyama en Yawata van het District Akumi aangehecht bij de stad Sakata.
- Op 1 februari 2007 werd de gemeente Mikawa aangehecht bij de stad Tsuruoka.

## Economie
De prefectuur Yamagata is de grootste producent van kersen en peren van Japan. Verder is het een belangrijke producent van druiven, appels, meloenen, kaki’s en watermeloen.

## Bezienswaardigheden
- Ginzan Onsen, een warmwaterbron in Obanazawa
- De tempel van Yama-dera (Ryūshaku-ji), een bergtempel nabij de hoofdstad
- Dewa Sanzan, drie heilige bergen
- De Berg Zao, een bekend skioord